# Ichijō Teruyoshi
Ichijō Teruyoshi (一条 輝良) (né le 28 novembre 1756, décédé le 25 novembre 1795), fils du régent Ichijō Michika, est un noble de cour japonais (kugyō) de l'époque d'Edo (1603–1868). Il exerce la fonction de régent kampaku de 1791 à 1795 pour l'empereur Kōkaku. Sa femme est une fille de Tokugawa Shigenori, huitième daimyo du domaine de Wakayama. Le couple a une fille et deux fils, Ichijō Tadayoshi et un autre adopté par la famille Saionji et connu sous le nom 西園寺 実韶.

## Source de la traduction
- (en) Cet article est partiellement ou en totalité issu de l’article de Wikipédia en anglais intitulé « Ichijō Teruyoshi » (voir la liste des auteurs).